# (37618) 1993 OD3
1993 OD3 (asteroide 37618) é um asteroide da cintura principal. Possui uma excentricidade de 0.08600320 e uma inclinação de 10.24564º.
Este asteroide foi descoberto no dia 20 de julho de 1993 por Eric Walter Elst em La Silla.